# Исидор Милетский
Иси́дор Миле́тский (др.-греч. Ἰσίδωρος ὁ Μιλήσιος; VI век) — византийский математик и архитектор.
Родился в Милете. Относительно его семьи сведений мало. Уже в середине 530-х годов был видным ученым, преподавал в Александрии Египетской и Константинополе. Вместе с Анфимием Тралльским по приглашению императора Юстиниана I построил собор Святой Софии в 532—537 годах, а затем, согласно не бесспорному свидетельству Константина Родосского, церковь Святых Апостолов в Константинополе. О дальнейшей судьбе Исидора нет сведений. У него был сын Исидор, тоже талантливый архитектор.
Исидор разрабатывал вопросы стереометрии и физики. Изобрел инструмент для непрерывного черчения параболы, при помощи которого решил задачу об удвоении куба. Этот инструмент, по словам Евтокия, походил на греческую букву «λ».
Из школы Исидора вышла так называемая «XV книга „Начал“», так как её составитель называет Исидора своим учителем.